# Foros de Salvaterra
Foros de Salvaterra is een plaats (freguesia) in de Portugese gemeente Salvaterra de Magos en telt 4017 inwoners (2001).